# Herbert van Blarcom Acker
Herbert van Blarcom Acker (Pasadena, 4 ottobre 1895 – Garden Grove, 21 marzo 1977) è stato un pittore statunitense.

## Biografia
Fu allievo a New York di Douglas Volk e Francis Luis Mora, a Parigi di Charles-François-Prosper Guérin, Bernard Naudin, a Monaco di Baviera di Heinrich Knirr. Nella capitale francese espose al Salon d'Automne del 1923 e alla mostra della Société nationale des beaux-arts nel 1924. Negli Stati Uniti fu attivo nella città natale tra gli anni venti e quaranta del novecento. Morto a Garden Grove, è sepolto al cimitero di San Gabriel a Whittier.